# Jasper Blackall
Jasper Roy Blackall (* 20. Juli 1920 in London; † zwischen 2018 und 2020) war ein britischer Segler.

## Erfolge
Jasper Blackall nahm an den Olympischen Spielen 1956 in Melbourne mit Terence Smith in der Bootsklasse Sharpie teil. Mit 4859 Gesamtpunkten schlossen sie die Regatta hinter den neuseeländischen Olympiasiegern Jack Cropp und Peter Mander und dem australischen Duo John Scott und Rolly Tasker auf dem dritten Platz ab und erhielten damit die Bronzemedaille.